# Rafael Reina
Rafael Reina (* 1961 in Bata, Äquatorialguinea) ist ein niederländisch-spanischer Komponist.

## Leben
Raina kam im Alter von sieben Jahren nach Madrid, wo er unter anderem Bassgitarre und Harmonielehre bei Eduardo Medina und David Thomas studierte. Ein Kompositionsstudium am Berklee College of Music ab 1984 schloss er 1988 summa cum laude ab. Er belegte hier Spezialkurse für Filmmusik und Jazz und besuchte private Klassen von Thomas McGah und John Bavicci. Danach nahm er Unterricht bei Mauricio Kagel, Johannes Fritsch und José Luis de Delás in Köln.
In Spanien komponierte er Ballettmusiken, u. a. El cielo protector für Marco Berriel und Joaquín Cortés zur Weltausstellung 1992 in Sevilla. 1993 übersiedelte er nach Amsterdam. Zugleich studierte er auf Reisen nach Bangalore klassische südindische Musik (Karnatische Musik) bei Jahnavi Jayaprakasch und N.G. Ravi. Hieraus entstand das Studienprogramm Contemporary Music Trough Non-Western Techniques, das er am Konservatorium Amsterdam anbietet.
In Zusammenarbeit von Interval Chamber Amsterdam und dem Healing Theatre Köln entstand seine Oper Wölfli, a jouney in the chaos (nach Adolf Wölflis Buch Von der Wiege bis zum Graab), die 1999 unter Leitung von Petra Weimer uraufgeführt wurde. In Kompositionen wie Drag on...Claustrophobia arbeitete er mit Konzepten der karnatischen Musik und verwendete statt einer temperierten Stimmung der abendländischen Musik ein Vierteltonsystem.
2004 beteiligte er sich an dem kollektiven Opernprojekt 1714 Mon de Guerres des Festival de Peralada und des Barcelona Forum 2004. In Zusammenhang mit dem Amsterdamer Axyz Ensemble und dem Stuttgarter Theater Rampe entstand die Oper HesseIndia über den Schriftsteller Hermann Hesse, die 2007 in Wien uraufgeführt wurde.

## Werke
- Cain, Ballett (Choreographie: Ray Barra), 1988
- Punta de Estrellas, Ballett (für Nacho Duato), 1989–91
- Odiosamato, Ballett (für Marina Donderis), 1989–91
- Atmósferas Telúricas für Sinfonieorchester, 1989–91
- Todos los fuegos, el fuego für Sinfonieorchester, 1989–91
- Recuerdos de un pretérito imperfecto für Klavier und Tonband, 1989–91
- El cielo protector, Ballett, 1992
- Parthenopea, Ballett (Choreographie: Marco Berriel), 1992
- Aniram für Klavier, 1992
- Ubangi Djembe für sechs Perkussionisten, 1992
- Mekazé conun enana por jartarme de reí für Perkussion und Tonband, 1993–94
- Timanfaya, a reflection about fire and earth für Perkussion und Tonband
- Sistema Caos für Perkussion und Tonband, 1993–94
- Cópula con un cuerpo muerto für Mezzosopran, Bassflöte und marokkanische Perkussion, 1993–94
- Infimos contrastes en mares infinitos für Flöte, 1993–94
- Narciso en el acorde último de las flautas für Oboe, 1993–94
- Renacimientos del fin de siglo, Sextett, 1993–94
- Gotas de Duende für Musette und Perkussion, 1993–94
- Las paredes sufren de astigmatismo, Perkussionsquartett, 1993–94
- Danza Cíclica de los Totem, Ballett (Choreographie: Marina Donderis), 1993–94
- La noche boca arriba für Bassflöte, 1995–96
- Lamento de la Tierra für Sopran, indische Flöte, Cello und Perkussion, 1995–96
- Drag on... Claustrophobia (nach einem Gedicht von Vanessa Goad) für Sopran, Flöten, Musette, Violine, Viola, Cello, Kontrabass und Perkussion, 1997–98
- Persistance of Memory, a Sonic Face to Dali's time für Rekorder, indische Flöte, Taragato, Nagaswaram und Perkussion, 1997–98
- Mirrors in a Labyrinth, Doppelquartett für Rekorder und Streicher, 1997–98
- Wölfli, a Journey into Chaos, Oper, 1999
- El cambio de la relojeria del cielo für Flötenorchester, 1999–2001
- Amor en tiempos de Colera für Rekorderquartett, 1999–2001
- Men(tally) Cloned für elektrischen Bass und Perkussion (UA durch Jahnavi Jayaprakash und B.C. Manjunath), 2001–03
- Alquimia für Ud und Ensemble, 2001–03
- '‘A Brave new World’', 2001–03
- 1714, Mon de Guerres, Oper (Gemeinschaftskomposition, Libretto von Albert Mestres), 2004
- The Doors of Perception für dreizehn Instrumente, 2005
- HesseIndia, Oper, 2007